# Malleola dentifera
Malleola dentifera är en orkidéart som beskrevs av Johannes Jacobus Smith. Malleola dentifera ingår i släktet Malleola och familjen orkidéer. Inga underarter finns listade i Catalogue of Life.